# Z-Chen
Z-Chen Chang (Zhāng ZhìchéngP, 張智成T, 张智成S; 8 maggio 1973) è un cantante malaysiano, che ha avuto successo nell'industria taiwanese.
Più comunemente noto solo come Z-Chen, viene soprannominato dai suoi fan Piccolo Principe dell'R&B (R&B小王子).
È stato sotto contratto con l'etichetta discografica HIM International Music fino al 2006 quando ha interrotto la collaborazione.

## Discografia
- 2001： 名字 (My Name)
- 2002： May I Love You?
- 2003： 凌晨三點鐘 (3 a.m.)
- 2003： Listen To Me
- 2004： 蒐藏張智成 (Hiding Z-Chen)
- 2005： 快樂 (Happiness)
- 2006： 愛情樹 (Tree of Love)
- 2009： 暗戀 (Secret Love)